# Allium julianum
Allium julianum — вид рослин з родини амарилісових (Amaryllidaceae); ендемік Італії.

## Опис
Цибулина яйцеподібна, 10–14 × 8–12 мм; зовнішня оболонка коричнево-коричнева, внутрішня — перетинчаста, білувата. Стеблина гола, прямовисна, 20–45 см заввишки, вкрита листковими піхвами на 1/2–2/3 довжини. Листків 5–7, зелені, напівциліндричні, до 30 см завдовжки. Суцвіття розсіяне 15–75-квіткове; квітконіжки неоднакові. Оцвітина субциліндрична; листочки оцвітини майже рівні, біло-зеленуваті із зеленою серединною жилкою, від довгастих до довгасто-зворотнояйцюватих, округлі на верхівці, завдовжки 4.5–5.5 мм, шириною 2–3 мм. Тичинкові нитки білі, пиляки блідо-жовті. Коробочка зворотнояйцювата, зелена, 4,5×4 мм.

## Поширення
Ендемік Італії, де знайдений у південних Альпах, у регіоні Ломбардія. Зростає в підліссі Quercus cerris на висоті ≈ 800 м на кремнієвих субстратах (схистах)